# Madruzzo (Italia)
Madruzzo è un comune italiano sparso di 3 003 abitanti della provincia autonoma di Trento in Trentino-Alto Adige.

## Storia
Questo comune nacque la prima volta nel 1928, quando con il Regio Decreto del 7 giugno vennero accorpati i due comuni di Calavino e Lasino; separatisi nuovamente nel 1953, si sono fusi per la seconda volta riformando il comune di Madruzzo il 1º gennaio 2016; la sede municipale è a Lasino.

## Geografia fisica
All'interno del suo territorio comunale si trova il canyon del Limarò, una forra naturale che il torrente Sarca crea per alcuni chilometri, nonché il Lago di Lagolo.

## Storia

### Simboli
Lo stemma e il gonfalone del comune di Madruzzo sono stati approvati con deliberazione della Giunta provinciale di Trento n. 2108 del 7 dicembre 2017.
Stemma
Il profilo turrito ricalca quello della torre di Gumpone, un tempo appartenente al casato dei locali principi vescovi, coronata da merlatura alla guelfa, che dall'alto di una rupe domina la valle di Cavedine.
Gonfalone

## Monumenti e luoghi d'interesse

### Architetture civili
- Castel Madruzzo

### Architetture religiose
- Chiesa di Santa Maria Assunta, parrocchiale nella frazione di Calavino
- Chiesa di San Pietro, parrocchiale nella frazione di Lasino
- Chiesa della Madonna del Carmine, parrocchiale nella frazione di Sarche
- Chiesa della Natività di Maria, parrocchiale nella frazione di Pergolese
- Chiesa di San Siro presso Lasino
- Chiesa dei Santi Mauro, Grato e Giocondo presso Calavino

## Società

### Evoluzione demografica
Abitanti censiti

## Amministrazione
| Periodo         | Periodo       | Primo cittadino | Partito      | Carica                  | Note   |
| --------------- | ------------- | --------------- | ------------ | ----------------------- | ------ |
| 1º gennaio 2016 | 8 maggio 2016 | Attilio Caldera |              | Commissario prefettizio | [ 10 ] |
| 9 maggio 2016   | in carica     | Michele Bortoli | Lista civica | Sindaco                 | [ 11 ] |